# Fête du litchi et de la viande de chien de Yulin

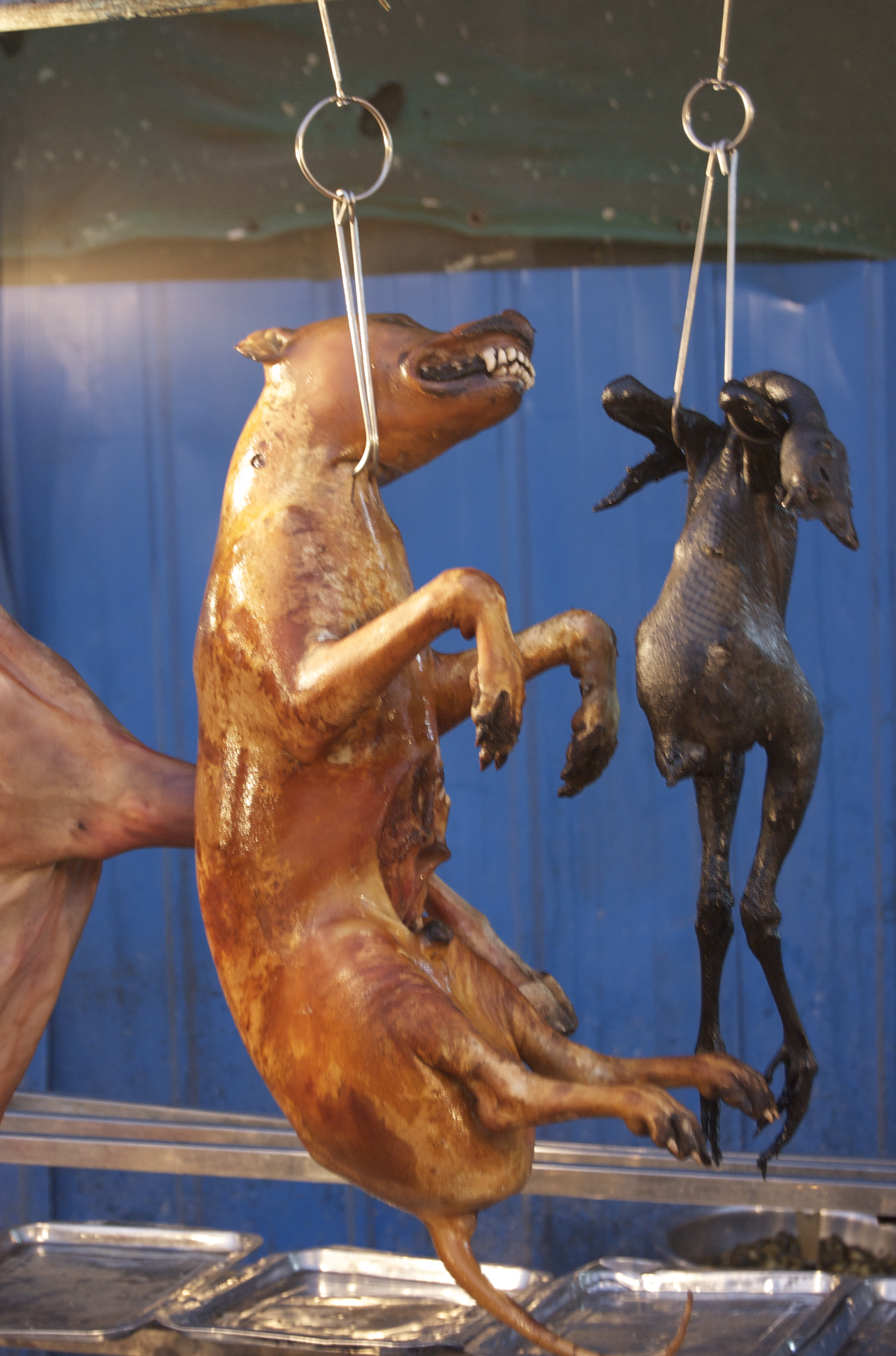
Chien préparé pour la consommation en Corée du Sud en 2008.

La Fête du litchi et de la viande de chien de Yulin est un événement qui se déroule dans la ville de Yulin, située dans la province du Guangxi, au sud de la Chine (chinois : 玉林荔枝狗肉节 ; pinyin : yùlín lìzhī gǒuròu jié). La fête a lieu durant le solstice d'été, du 21 au 22 juin dans la ville-préfecture de Yulin. Comme son nom l'indique, on y consomme de la viande de chien et des litchi. Le festival suscite des critiques dans les années 2000 notamment de la part de défenseurs de la cause animale. Yang Yuhua est une activiste chinoise qui lutte contre la consommation de viande de chien. 
La consommation de viande de chien n’est pas limitée à la Chine. Elle est également pratiquée dans plusieurs autres pays du continent, notamment en Corée du Sud, au Vietnam, où la viande de chien fait partie de certaines traditions culinaires. Des pays comme le Laos, les Philippines et certaines régions de l’Indonésie (notamment sur l’île de Sulawesi) en consomment aussi.
Des changements significatifs ont eu lieu dans plusieurs villes chinoises, notamment à Shenzhen, qui a été la première grande ville à interdire la consommation de viande de chien. D'autres villes comme Zhuhai, également située dans la province du Guangdong, ont suivi cet exemple en interdisant la consommation de viande de chien et de chat. Ce phénomène s'inscrit dans un mouvement plus large, visant à renforcer la protection des animaux et à lutter contre les pratiques

## Historique
Cette fête est liée à une expression populaire, « Quand l'hiver arrive poisson cru, quand l'été arrive, chien » (冬至鱼生夏至狗), faisant référence aux plats mangés à ces différents solstices.
Un rapport d'enquête publié en 2009 par le Centre de recherche sur la protection des animaux de l'Université du Shandong a déclaré que l'origine du festival de la viande de chien de Yulin remonte au Festival de la nourriture de Yulin. À cette époque, la viande de chien croustillante a remporté un prix d'or, et certaines personnes ont commencé à promouvoir le Festival de la viande de chien,.

## Controverses
Lors des préparations du festival, plusieurs milliers de chiens et de chats sont abattus pour l'occasion. Le festival fait l'objet dans les années 2010 de plusieurs polémiques et actions des défenseurs de la cause animale, qui militent pour son annulation, notamment après l'arrêt d'une fête similaire à Jinhua.

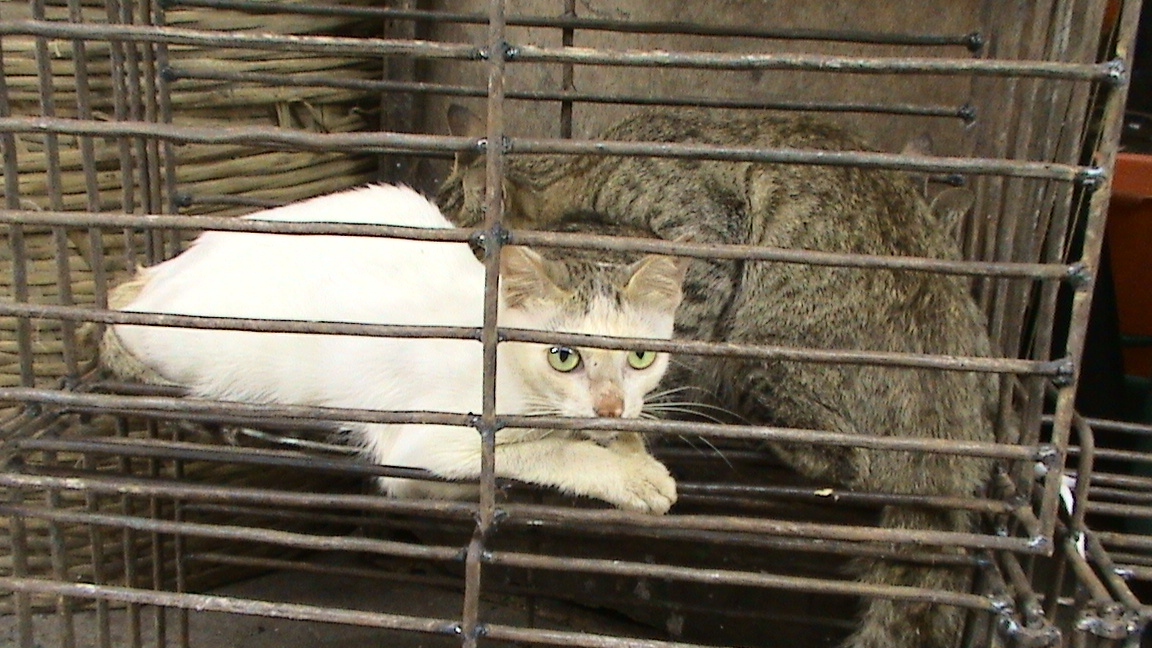
Chats destinés à la consommation humaine sur un marché en Asie du Sud-Est (Vietnam) (2009).